# Герберт Штрелер
Герберт Штрелер (нім. Herbert Straehler; 6 січня 1887, Бреслау — 16 травня 1979, Брауншвейг) — німецький офіцер, віцеадмірал крігсмаріне.

## Біографія
Син судового чиновника. 1 квітня 1906 року вступив у ВМФ. З 30 жовтня 1912 року служив на військовій базі в Ціндао. Учасник Першої світової війни, командир батареї Сухопутного фронту Ціндао. 7 листопада 1914 року потрапив в японський полон. 16 листопада 1915 року разом з Фріцом Закссе втік з полону і дістався до Шанхаю. З 23 січня по 6 червня 1916 року вони спробували продовжити втечу через Китай, але зазнали невдачі і повернулись в Шанхай. Потім на норвезькому танкері Штрелер прибув у Сан-Франциско, звідки дістався до Північного моря, де був виявлений англійцями біля Оркні і був інтернований як цивільне особа. В жовтні 1919 року звільнений. 6 березня 1920 року демобілізований, проте 9 вересня повернувся на службу. 3 жовтня 1933 року призначений у військовий арсенал Кіля, який очолював з 26 вересня 1934 року. З 27 вересня 1936 року — начальник відділу верфей (згодом — головного відділу верфей) ОКМ. З 8 листопада 1939 року — інспектор 20-ї інспекції озброєнь в Данцигу. 15 травня 1943 року переданий в розпорядження головнокомандувача крігсмаріне, 31 травня звільнений у відставку. Наступного дня переданий в розпорядження крігсмаріне, але не отримав жодного призначення. Після завершення Другої світової війни неодноразово обирався бургомістром громади Тіммендорфер-Штранд.

## Нагороди
- Рятувальна медаль (16 вересня 1912)
- Орден «Золотий колосок» 5-го класу (Китай; 5 березня 1914)
- Залізний хрест
  - 2-го класу (25 листопада 1919)
  - 1-го класу (17 листопада 1920)
- Колоніальний знак (22 березня 1922)
- Почесний хрест ветерана війни з мечами (16 січня 1935)
- Пам'ятна військова медаль (Угорщина) з мечами (10 травня 1935)
- Пам'ятна військова медаль (Австрія) з мечами (18 травня 1935)
- Медаль «За вислугу років у Вермахті» 4-го, 3-го, 2-го і 1-го класу (25 років; 2 жовтня 1936) — отримав 4 нагороди одночасно.
- Хрест Воєнних заслуг
  - 2-го класу з мечами (4 липня 1940)
  - 1-го класу з мечами (30 січня 1942)